# Carl Oestreich
Carl Wilhelm Eduard Oestreich (* 18. April 1800 in Spremberg, Niederlausitz; † 7. März 1840 in Frankfurt am Main) war ein deutscher Hornist und Komponist.
Oestreich erhielt bei Mitgliedern der Sächsischen Hofkapelle Dresden Unterricht als Hornist. Wahrscheinlich war der Hornist August Wilhelm Haase (1792–1862) sein Lehrer, da Oestreich als Sechzehnjähriger ihm und seinem Bruder Louis Haase (1798–1869) eine frühe Komposition widmete. Dass Oestreich in Dresden auch sein erstes Engagement gehabt haben soll, ist dokumentarisch nicht belegt. Vor 1820 wurde er mit einer Konzertreise durch Deutschland bekannt. 1820 ließ er sich in Frankfurt am Main nieder und wurde Hornist im Orchester der Frankfurter Oper. 1824 bestellte er in Frankfurt das Aufgebot zur Ehe mit Johanna Christine Emilie Pezold; die Ehe wurde dann aber in der gemeinsamen Heimatstadt Spremberg geschlossen. Bereits 1832 wurde Oestreich aus gesundheitlichen Gründen pensioniert. In Frankfurt wurde er 1827 Mitglied der Freimaurerloge „Sokrates zur Standhaftigkeit“.
Die Mehrzahl seiner Kompositionen hat er für das Horn geschrieben, darunter Werke für Solohorn und Hornensemble. Zudem sind Werke für Klavier, diverse Bläserbesetzungen und Vokalmusik bekannt. Oestreich komponierte auch mehrere Opern, darunter Die Bergknappen (Libretto: Theodor Körner), die 1839 in Weimar aufgeführt wurde, Die Brüder (Libretto: Georg Döring), Der Fastnachtsstreich (Libretto: Friederike Ellmenreich) und Kalypso (Libretto: Ludwig Schwann). Einige seiner Werke widmete er seinem Bruder Eduard, der auch Horn spielte.
Heute werden von Oestreich vor allem seine Quartette für 4 Hörner und seine Trios für 3 Hörner aufgeführt. 1999 spielten die Deutschen Naturhorn Solisten eine CD mit Werken Oestreichs ein.